# Dumitru Răducanu
Dumitru Răducanu, född den 19 juli 1967 i Bukarest i Rumänien, är en rumänsk roddare.
Han tog OS-brons i tvåa med styrman i samband med de olympiska roddtävlingarna 1992 i Barcelona.